# Игнатьевич, Никола
Нико́ла Игна́тьевич (серб. Nikola Ignjatijević; 12 декабря 1983, Пожаревац, СФРЮ) — сербский футболист, защитник.

## Биография
На молодёжном уровне выступал за «Црвену Звезду». Позже Игнатьевич выступал за такие сербские клубы как: «Единство», «Земун», «Напредак», «Явор Иваница» и «Црвена Звезда». А также, выступал за румынский клуб «Тимишоара». В Сербии и Румынии он провёл 194 матча, в которых забил 7 мячей.
Зимой 2012 года прибыл на просмотр в луганскую «Зарю», после чего и был подписан. В составе «Зари» почти сразу стал игроком основного состава.
В чемпионате Украины дебютировал 3 марта 2012 года в домашнем матче против львовских «Карпат» (5:1).

## Достижения
- Серебряный призёр чемпионата Сербии (1): 2009/10
- Серебряный призёр чемпионата Румынии (1): 2010/2011
- Обладатель Кубка Сербии (1): 2010

## Личная жизнь
У Николы есть девушка, с которой он встречается уже более 6 лет. Его хобби — настольный теннис.